# Spaans curlingteam (vrouwen)
Het Spaanse curlingteam vertegenwoordigt Spanje in internationale curlingwedstrijden.

## Geschiedenis
Spanje nam voor het eerst deel aan een internationaal toernooi tijdens het Europees kampioenschap van 2002, in het Zwitserse Grindelwald. Een succesvol debuut werd het allerminst voor de Spanjaarden: het team verloor al z'n zeven wedstrijden in de B-divisie. De 17-0-bolwassing die Spanje kreeg van buur en dwergstaat Andorra is nog steeds de grootste nederlaag in de geschiedenis van het Spaanse vrouwencurling. Ook de volgende jaren ging het niet veel beter met de Spanjaarden, die steevast in de onderste regionen van het klassement verkeerden. De zestiende plaats, behaald in 2010 en wederom in 2017, is tot op heden het hoogst haalbare gebleken.
Aan het wereldkampioenschap curling en aan de Olympische Winterspelen nam Spanje nog nooit deel.

## Spanje op het Europees kampioenschap
| Jaar | Plaats        | Skip          | WG            | W             | V             | PV            | PT            |
| ---- | ------------- | ------------- | ------------- | ------------- | ------------- | ------------- | ------------- |
| 1975 | Geen deelname | Geen deelname | Geen deelname | Geen deelname | Geen deelname | Geen deelname | Geen deelname |
| 1976 | Geen deelname | Geen deelname | Geen deelname | Geen deelname | Geen deelname | Geen deelname | Geen deelname |
| 1977 | Geen deelname | Geen deelname | Geen deelname | Geen deelname | Geen deelname | Geen deelname | Geen deelname |
| 1978 | Geen deelname | Geen deelname | Geen deelname | Geen deelname | Geen deelname | Geen deelname | Geen deelname |
| 1979 | Geen deelname | Geen deelname | Geen deelname | Geen deelname | Geen deelname | Geen deelname | Geen deelname |
| 1980 | Geen deelname | Geen deelname | Geen deelname | Geen deelname | Geen deelname | Geen deelname | Geen deelname |
| 1981 | Geen deelname | Geen deelname | Geen deelname | Geen deelname | Geen deelname | Geen deelname | Geen deelname |
| 1982 | Geen deelname | Geen deelname | Geen deelname | Geen deelname | Geen deelname | Geen deelname | Geen deelname |
| 1983 | Geen deelname | Geen deelname | Geen deelname | Geen deelname | Geen deelname | Geen deelname | Geen deelname |
| 1984 | Geen deelname | Geen deelname | Geen deelname | Geen deelname | Geen deelname | Geen deelname | Geen deelname |
| 1985 | Geen deelname | Geen deelname | Geen deelname | Geen deelname | Geen deelname | Geen deelname | Geen deelname |
| 1986 | Geen deelname | Geen deelname | Geen deelname | Geen deelname | Geen deelname | Geen deelname | Geen deelname |
| 1987 | Geen deelname | Geen deelname | Geen deelname | Geen deelname | Geen deelname | Geen deelname | Geen deelname |
| 1988 | Geen deelname | Geen deelname | Geen deelname | Geen deelname | Geen deelname | Geen deelname | Geen deelname |
| 1989 | Geen deelname | Geen deelname | Geen deelname | Geen deelname | Geen deelname | Geen deelname | Geen deelname |
| 1990 | Geen deelname | Geen deelname | Geen deelname | Geen deelname | Geen deelname | Geen deelname | Geen deelname |
| 1991 | Geen deelname | Geen deelname | Geen deelname | Geen deelname | Geen deelname | Geen deelname | Geen deelname |
| 1992 | Geen deelname | Geen deelname | Geen deelname | Geen deelname | Geen deelname | Geen deelname | Geen deelname |
| 1993 | Geen deelname | Geen deelname | Geen deelname | Geen deelname | Geen deelname | Geen deelname | Geen deelname |
| 1994 | Geen deelname | Geen deelname | Geen deelname | Geen deelname | Geen deelname | Geen deelname | Geen deelname |
| 1995 | Geen deelname | Geen deelname | Geen deelname | Geen deelname | Geen deelname | Geen deelname | Geen deelname |
| 1996 | Geen deelname | Geen deelname | Geen deelname | Geen deelname | Geen deelname | Geen deelname | Geen deelname |
| 1997 | Geen deelname | Geen deelname | Geen deelname | Geen deelname | Geen deelname | Geen deelname | Geen deelname |
| 1998 | Geen deelname | Geen deelname | Geen deelname | Geen deelname | Geen deelname | Geen deelname | Geen deelname |
| 1999 | Geen deelname | Geen deelname | Geen deelname | Geen deelname | Geen deelname | Geen deelname | Geen deelname |

| Jaar | Plaats        | Skip                   | WG            | W             | V             | PV            | PT            |
| ---- | ------------- | ---------------------- | ------------- | ------------- | ------------- | ------------- | ------------- |
| 2000 | Geen deelname | Geen deelname          | Geen deelname | Geen deelname | Geen deelname | Geen deelname | Geen deelname |
| 2001 | Geen deelname | Geen deelname          | Geen deelname | Geen deelname | Geen deelname | Geen deelname | Geen deelname |
| 2002 | 18            | Montse Martí Salas     | 7             | 0             | 7             | 20            | 94            |
| 2003 | 17            | Montse Martí Salas     | 8             | 2             | 6             | 32            | 81            |
| 2004 | 19            | Montse Martí Salas     | 5             | 1             | 4             | 24            | 54            |
| 2005 | 17            | Ellen Kittelsen        | 6             | 3             | 3             | 43            | 49            |
| 2006 | 17            | Ellen Kittelsen        | 5             | 2             | 3             | 33            | 37            |
| 2007 | 23            | Montse Martí Salas     | 6             | 0             | 6             | 17            | 63            |
| 2008 | 21            | Estrella Labrador Amo  | 5             | 1             | 4             | 29            | 38            |
| 2009 | 19            | Ellen Kittelsen        | 4             | 0             | 4             | 16            | 28            |
| 2010 | 16            | Irantzu García Vez     | 9             | 3             | 6             | 45            | 80            |
| 2011 | 18            | Oihane Otaegi          | 9             | 3             | 6             | 49            | 60            |
| 2012 | 18            | Irantzu García Vez     | 9             | 3             | 6             | 52            | 57            |
| 2013 | 20            | Irantzu García Vez     | 9             | 2             | 7             | 44            | 61            |
| 2014 | 21            | Oihane Otaegi          | 8             | 5             | 3             | 62            | 40            |
| 2015 | 23            | Irantzu García Vez     | 8             | 3             | 5             | 43            | 53            |
| 2016 | 22            | Oihane Otaegi          | 8             | 5             | 3             | 64            | 47            |
| 2017 | 16            | Oihane Otaegi          | 17            | 10            | 7             | 118           | 104           |
| 2018 | 18            | Oihane Otaegi          | 9             | 3             | 6             | 44            | 58            |
| 2019 | 17            | Oihane Otaegi          | 9             | 4             | 5             | 56            | 61            |
| 2021 | 19            | Irantzu García Vez     | 9             | 2             | 7             | 49            | 79            |
| 2022 | 20            | Lydia Vallés Rodríguez | 18            | 5             | 13            | 104           | 144           |
| 2023 | 24            | Patricia Ruiz          | 9             | 5             | 4             | 72            | 45            |
| 2024 | 23            | Paula Oliván Salvador  | 9             | 5             | 4             | 60            | 48            |
| 2025 | 21            | Leyre Torralba Viela   | 8             | 5             | 3             | 52            | 39            |

Andorra · Australië · België · Brazilië · Bulgarije · Canada · China · Chinees Taipei · Denemarken · Duitsland · Engeland · Estland · Filipijnen · Finland · Frankrijk · Groot-Brittannië · Hongarije · Hongkong · Ierland · Israël · Italië · Jamaica · Japan · Kazachstan · Kenia · Kroatië · Letland · Litouwen · Luxemburg · Mexico · Nederland · Nieuw-Zeeland · Nigeria · Noorwegen · Oekraïne · Oostenrijk · Polen · Portugal · Qatar · Roemenië · Rusland · Schotland · Servië · Slovenië · Slowakije · Spanje · Thailand · Tsjechië · Tsjecho-Slowakije · Turkije · Verenigde Staten · Wales · Wit-Rusland · Zuid-Korea · Zweden · Zwitserland